# Liste des immateriellen Kulturerbes der Menschheit in Madagaskar

Das Immaterielle Kulturerbe der Menschheit in Madagaskar umfasst die kulturellen Ausdrucksformen, die für Madagaskar aufgrund der UNESCO-„Konvention zum Schutz des immateriellen Kulturerbes“ in die Repräsentative Liste des immateriellen Kulturerbes der Menschheit aufgenommen wurden.
Die Konvention wurde 2003 ratifiziert und trat 2006 in Kraft. Unter der Aufsicht eines zwischenstaatlichen Komitees werden auf Antrag der Mitgliedsstaaten deren immaterielle kulturelle Aktivitäten wie Feste, Vorführungen, mündliche Traditionen, Musik und Handwerk dokumentiert und es werden Maßnahmen der Staaten zu deren Erhalt und Schutz vereinbart.

## Immaterielles Kulturerbe
Dies sind die Einträge Madagaskars in die Repräsentative Liste. Die begleitenden Listen des immateriellen Kulturerbes zu guten Praxisbeispielen und erhaltungsbedürftigen Themen haben keine Einträge aus Madagaskar.
| Bezeichnung                                                              | Beschreibung | Bild | Jahr        | UNESCO-Nr. und Link |
| ------------------------------------------------------------------------ | --- | ---- | ----------- | ------------------- |
| Das Wissen der Zafimaniry über das Holzhandwerk                          | Die Zafimaniry, eine Gemeinschaft im Südosten Madagaskars, haben in langer Tradition Methoden der nachhaltigen Holzwirtschaft und -verarbeitung mit vielfältigen Produkten entwickelt. Ihre Kultur ist bedroht, da sie mehr und mehr zu bloßen Zulieferern des Tourismus werden und die Wälder zunehmend abgeholzt werden. |      | 2005 / 2008 | 00080               |
| Kabary die Redekunst Madagaskars                                         | Kabary ist eine ritualisierte und poetische Vortragsform der Madagassen, die früher von Amtspersonen zur Information der Bevölkerung verwendet wurde. Heutzutage ist sie als Unterhaltung verbreitet; mpikabary (Sprecher) gestalten Vorführungen üblicherweise im Dialog zu zweit, was mehrere Stunden dauern kann.       |      | 2021        | 01741               |
| Hiragasy eine darstellende Kunst des zentralen Hochlandes von Madagaskar | Hiragasy ist eine Vorstellung, die Gesang, Tanz und Sprechvortrag enthält. Sie folgt einer festen Struktur und enthält Trommeln, Grußworte, Tanz und Volkslieder und dient der Unterhaltung, der moralischen Stärkung und der Bildung.                                                                                     |      | 2023        | 01740               |